# 1908年墨西拿地震
1908年墨西拿地震是指1908年12月28日发生在意大利西西里岛第2大城市墨西拿的1场芮氏規模7.5的地震，震完約10分鐘之後，引发掀起浪高高度為12公尺的巨大海啸。也是欧洲有史以来罹難人数最多的地震和海啸。
地震发生於当地时间在凌晨5點20分。震源位于在墨西拿附近的海底，地震波及了墨西拿海峡对岸的雷焦卡拉布里亚。2座城市都被毁，大地下陷了0.6公尺，墨西拿人口的1半约7.5万人罹難。